# Суходолка
Суходолка (укр. Суходілка) — река во Львовском и Стрыйском районах Львовской области, Украина. Правый приток Давыдовки (бассейн Днестра).
Длина реки 21 км, площадь бассейна 96 км2. Русло слабоизвилистое, пойма местами (в нижнем течении) заболочена.
Исток расположен между сёлами Селиско и Толщев. Река течёт на юго-восток между лесистыми холмами Львовского Ополья. Впадает в Давыдовку западнее села Чижичи.
Основной приток — река Басаров (правый).
На реке расположены населённые пункты Селиско, Лопушна, Суходол, Березина, Брынци-Загорные.